# Langayo
Langayo ist ein nordspanisches Dorf und eine Gemeinde (municipio) mit 250 Einwohnern (Stand: 2024) in der Provinz Valladolid in der autonomen Region Kastilien-León. 

## Lage
Langayo liegt in der kastilischen Hochebene in einer Höhe von etwa 835 m. Die Provinzhauptstadt Valladolid befindet sich gut 45 Kilometer (Fahrtstrecke) westnordwestlich. Das Klima im Winter ist durchaus kalt, im Sommer dagegen warm bis heiß; die spärlichen Regenfälle (ca. 511 mm/Jahr) fallen verteilt übers ganze Jahr.

## Bevölkerungsentwicklung
| Jahr      | 1970 | 1981 | 1991 | 2001 | 2011 | 2021 |
| Einwohner | 747  | 512  | 531  | 448  | 320  | 242  |

## Sehenswürdigkeiten

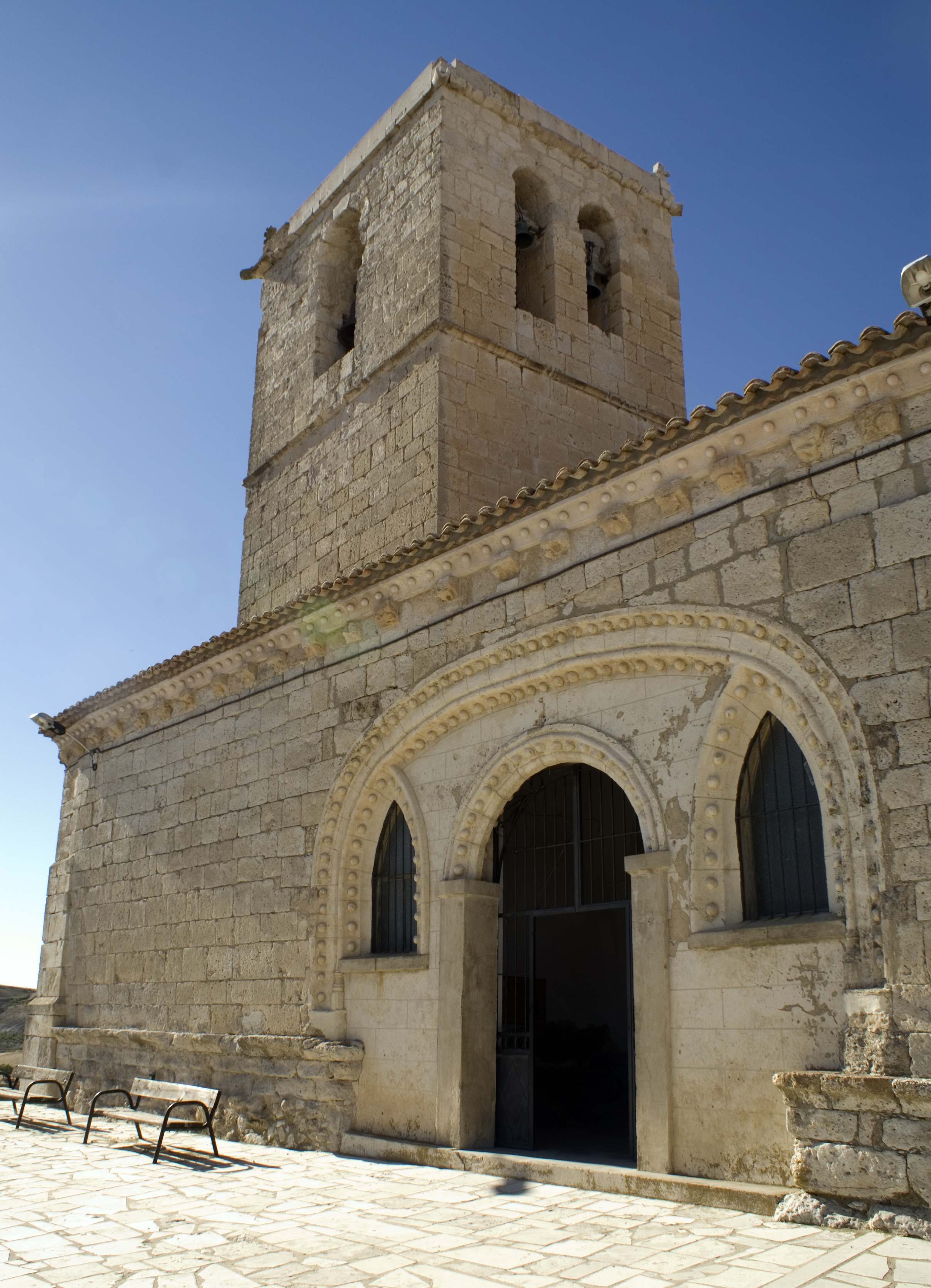
Peterskirche
- Klosterruine des Konvents von Santa María de Oreja
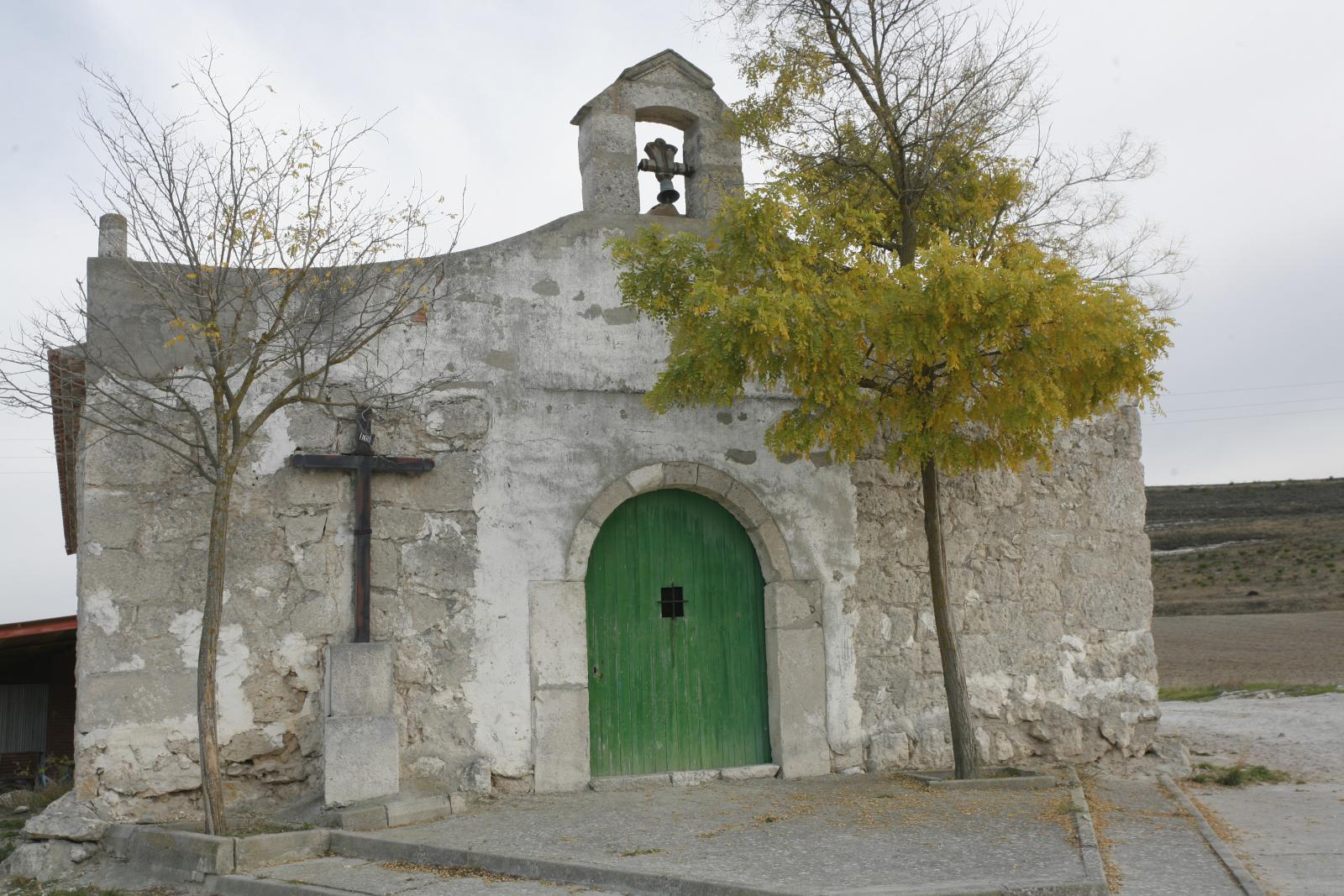
Christuskapelle
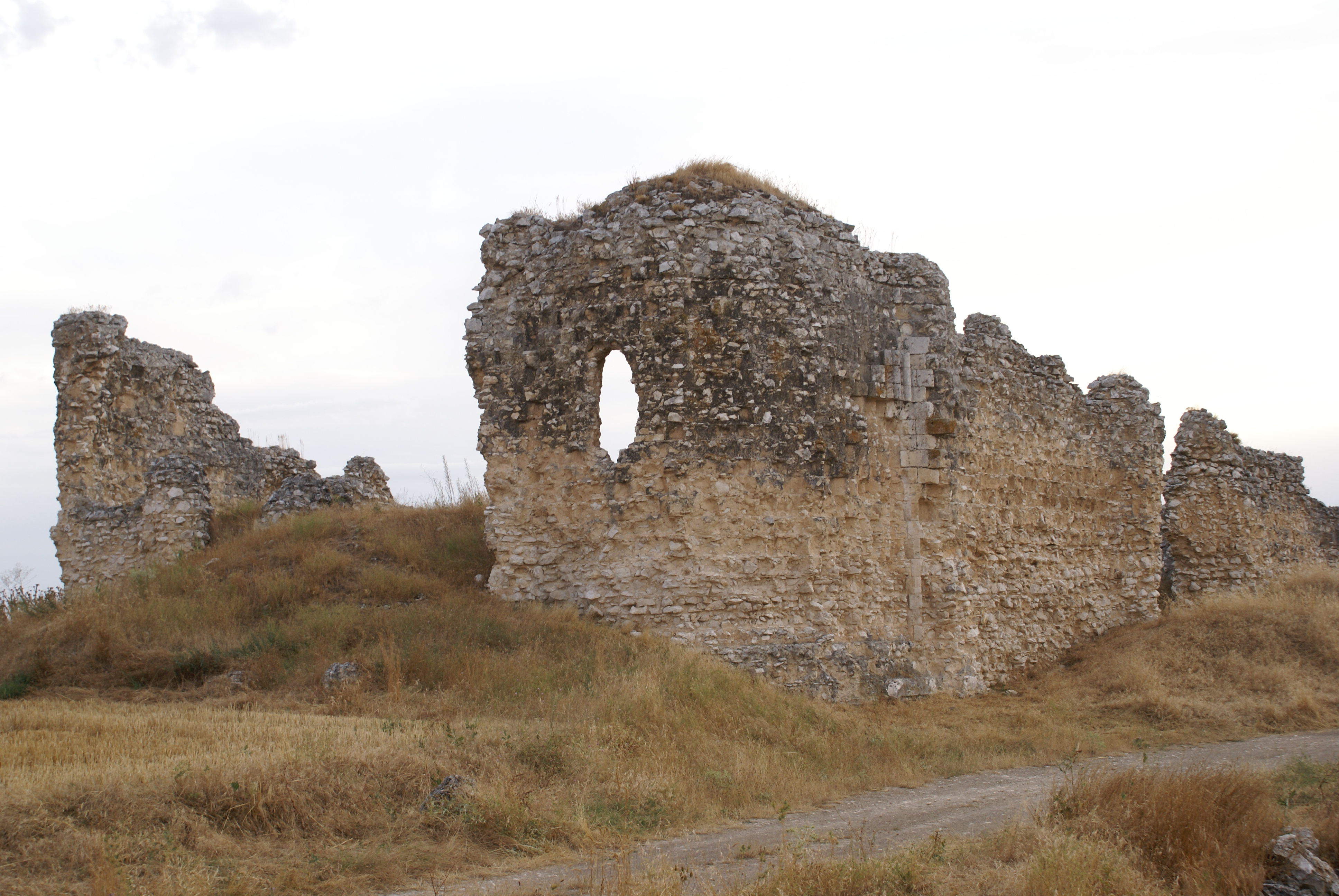
Marienkloster

- Peterskirche
- Christuskapelle
- Marienkloster